# Aberystwyth University
Die Aberystwyth University (walisisch: Prifysgol Aberystwyth) ist eine Hochschule in Aberystwyth in Wales, Vereinigtes Königreich. Die Aberystwyth University ging am 1. Oktober 2007 aus der University of Wales, Aberystwyth, einem Mitglied der Vereinigten University of Wales hervor. Die University of Wales, Aberystwyth war eine der ersten universitären Institutionen, die in Wales gegründet wurden. Im Studienjahr 2013/14 hatte die Universität 18 akademische Abteilungen. Der Spitzname der Uni unter den Studenten ist Aber. Das Wirtschaftsinstitut ist von der Association of MBAs akkreditiert. Das Institut für Internationale Politik, das 1919 gegründet wurde, war das erste seiner Art weltweit. Heute ist es eines der größten weltweit und Europas größtes in diesem Gebiet.

## Geschichte
Die Universität wurde 1872 als University College of Wales gegründet. Der erste Rektor war Thomas Charles Edwards, und es gab 26 Studenten. Im Jahre 1894 war das College Mitbegründer der University of Wales. Davor wurden die Studenten von der University of London geprüft.
1919 wurde das erste Institut weltweit für Internationale Beziehungen in Aberystwyth gegründet.
Unter den Professoren waren R. Geraint Gruffydd (1928–2015), Bobi Jones, Edward Hallett Carr und Leopold Kohr.

1989 wurde das 1964 gegründete College of Librarianship Wales in Llanbadarn mit dem Institut für Information and Library Studies vereinigt. Im Jahr 1996 fusionierte das Welsh Agricultural College mit dem Institut für Landwirtschaft und begründete so das Welsh Institute of Rural Studies. Es wurde anschließend in Institute of Rural Sciences umbenannt.
AberMUD, das erste bekannte internetbasierte MUD, wurde von dem damaligen Studenten Alan Cox geschrieben.

## Umgebung

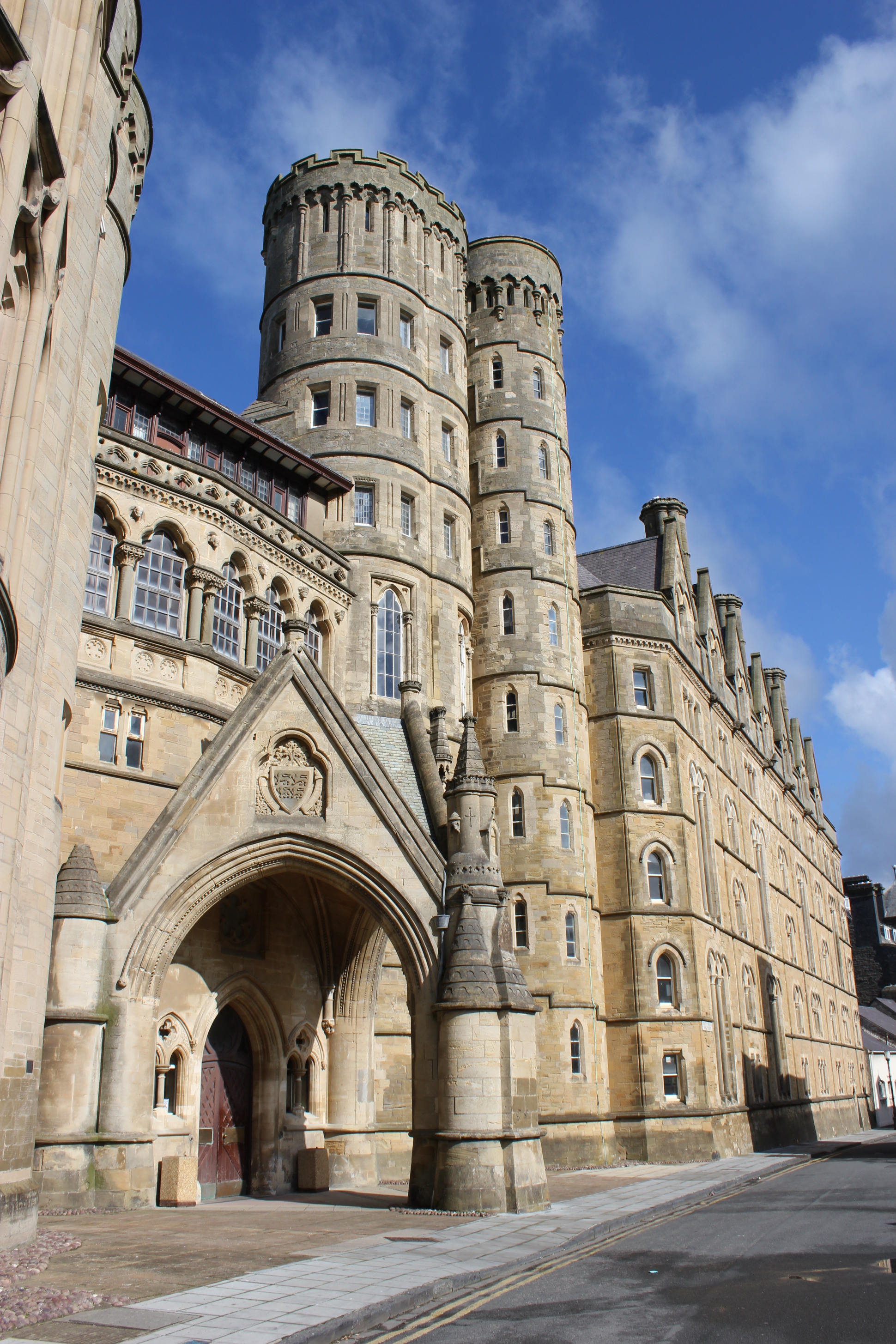
Old College, das alte Hauptgebäude

Der Hauptcampus liegt auf dem Penglais Hill, man sieht über die Stadt von Aberystwyth und die Cardigan Bay. Darunter liegt die National Library of Wales. Das Originalgebäude der Universität, gleich am Meer, wird noch immer benutzt und Old College genannt. Ein weiterer Campus liegt im Osten von Aberystwyth in dem kleinen Dorf Llanbadarn Fawr. Dort befinden sich die Institutsgebäude von Information and Library Studies, Landwirtschaft und anderen Fächern.

## Zahlen zu den Studierenden
Im Studienjahr 2022/2023 nannten sich von den 8.415 Studenten der Aberystwyth University 4.585 weiblich (54,5 %) und 3.610 männlich (42,9 %). 2020/2021 waren von 8.040 Studenten 4.385 weiblich und 3.535 männlich. 3.560 Studierende kamen aus England, 45 aus Schottland, 2.905 aus Wales, 90 aus Nordirland und 920 aus der EU. 6.605 der Studierenden strebten ihren ersten Studienabschluss an, sie waren also undergraduates. 1.435 arbeiteten auf einen weiteren Abschluss hin, sie waren postgraduates. Davon waren 275 in der Forschung tätig.
Von den 7.720 Studierenden im Studienjahr 2019/2020 waren 4.215 weiblich und 3.455 männlich; 6.605 waren undergraduates. 3.470 kamen aus England, 35 aus Schottland, 2.720 aus Wales und 905 aus der EU.
Im Studienjahr 2013/14 waren 11.170 Studenten eingeschrieben.

## Akademische Abteilungen (Departments)
- Kunst
- Biologie, Umwelt- und Agrarwissenschaften
- Informatik
- Pädagogik und Erwachsenenbildung
- Englisch und Kreatives Schreiben
- Englische Sprache
- Geographie und Geologie
- Geschichte und Walisische Geschichte
- Bibliothekswissenschaft (Information Studies)
- Internationale Politik (Politikwissenschaft)
- Rechtswissenschaft und Kriminologie
- Managementlehre (Management & Business)
- Mathematik
- Moderne Sprachen
- Physik
- Psychologie
- Veterinärmedizin
- Theater-, Film- und Fernsehstudien
- Walisische und keltische Studien (Sprache, Literatur und Kultur)

## Bekannte Absolventen
- Alan Cox (* 1968), Programmierer, Linux-Kernel-Entwickler
- Carwyn James (1929–1983), walisischer Rugbyspieler und -trainer
- Alun Lewis (1915–1944), walisischer Schriftsteller
- Charles III. (* 1948), britischer König
- Jan Pinkava (* 1963), Zeichentrickanimateur für Pixar, der einen Oscar gewann
- Neil Hamilton (* 1949), britisches Parlamentsmitglied
- Ahmad Tejan Kabbah (1932–2014), Präsident von Sierra Leone
- Waldo Williams (1904–1971), walisischer Dichter
- D. J. Williams (1885–1970), walisischer Schriftsteller
- Frederick Soddy (1877–1956), Nobelpreis für Chemie (1921)
- Mark Williams (* 1966), Parlamentsmitglied für Ceredigion
- Gwynfor Evans (1912–2005), erstes Parlamentsmitglied für Plaid Cymru
- Une Aina Bastholm (* 1986), norwegische Politikerin

## Trivia
Ein populäres Trinklied der Studenten lautet:
„We are the lads from Aberystwyth, / we are the lads you should get pissed with, / we are the lads who shake your misses, / we are the lads – let’s have a week!“